# Уустламаа
Зака́зник У́устламаа (ест. Uustlamaa hoiuala) — природоохоронна територія в Естонії, у волості Ляене-Сааре повіту Сааремаа.
Загальна площа — 12,5 га.
Заказник утворений 18 травня 2007 року.

## Розташування
Поблизу природоохоронної території розташовуються села Меедла та Кіратсі.

## Опис
Метою створення заказника є збереження 3 типів природних оселищ (Директива 92/43/ЄЕС, Додаток I):
- (2320) Сухі піщані пустища з Calluna та Empetrum nigrum.
- (5130) Формації з Juniperus communis серед пустищ або карбонатних трав'яних угруповань.
- (6280*)[3] Північні альвари та плоскі скелі з докембрійських вапняків.